# Comuni di Buenos Aires
La città di Buenos, Aires, capitale dell'Argentina, è, dal punto di vista amministrativo, divisa in 15  comuni (comunas in spagnolo), a differenza del resto dell'Argentina dove la divisione amministrativa di secondo livello è rappresentata dai departamentos, e della provincia di Buenos Aires, divisa in partidos. Ciascun comune della città comprende uno o più quartieri (barrios) rappresentati nei rispettivi consigli comunali a scopi amministrativi.
La divisione in comuni fu istituita dalla Costituzione della Città di Buenos Aires del 1996 e fu modificata nel 2005 dalla legge n.1777. La legge è stata ulteriormente modificata nel 2008, nel 2011 e nel 2013.
I comuni sono ordinati numericamente. Di seguito è riportata una lista dei 15 comuni con i rispettivi quartieri costitutivi.

I 15 comuni

1. Comuna 1: Puerto Madero, San Nicolás, Retiro, Monserrat, San Telmo e Constitución
2. Comuna 2: Recoleta
3. Comuna 3: Balvanera e San Cristóbal
4. Comuna 4: La Boca, Barracas, Parque Patricios e Nueva Pompeya
5. Comuna 5: Almagro e Boedo
6. Comuna 6: Caballito
7. Comuna 7: Flores e Parque Chacabuco
8. Comuna 8: Villa Soldati, Villa Lugano e Villa Riachuelo
9. Comuna 9: Parque Avellaneda, Mataderos e Liniers
10. Comuna 10: Villa Luro, Vélez Sársfield, Floresta, Monte Castro, Villa Real e Versalles
11. Comuna 11: Villa Devoto, Villa del Parque, Villa Santa Rita e Villa General Mitre
12. Comuna 12: Villa Pueyrredón, Villa Urquiza, Coghlan e Saavedra
13. Comuna 13: Núñez, Belgrano e Colegiales
14. Comuna 14: Palermo
15. Comuna 15: Villa Ortúzar, Chacarita, Villa Crespo, La Paternal, Agronomía e Parque Chas.